# ام‌وی فاوست
ام‌وی فاوست (به انگلیسی: MV Faust) یک کشتی است که طول آن ۲۲۷٫۸ متر (۷۴۷ فوت) و ارتفاع آن ۵۱٫۹۸ متر (۱۷۱ فوت) می‌باشد. این کشتی در سال ۲۰۰۷ ساخته شد.